# Emilia Plater
Contesa Emilia Plater (Broel-Plater, lituaniană Emilija Pliaterytė; n. 13 noiembrie 1806, Vilnius, Imperiul Rus – d. 23 decembrie 1831, Justianowo, Polonia Congresului) a fost o revoluționară și facea parte din șleahtă din Uniunea statală polono-lituaniană. Crescută în spirit patriotic, a luptat în Revolta din Noiembrie, în timpul căreia a strâns o mică unitate, a participat în numeroase lupte și a primit gradul de capitan al trupelor rebele poloneze. Înainte de sfârșitul Revoltei, s-a îmbolnăvit și a murit.
Cu toate că nu a participat în nicio luptă importantă, povestea ei a fost larg mediatizată și a inspirat opere de artă și de literare. Este o eroină națională în Polonia și Lituania. A fost omagiată de artiști polonezi și de către popor în general ca un simbol al femeilor luptând pentru națiune. Este numită Ioana d'Arc a Lituaniei.

## Biografie

### Viața timpurie
Emilia Plater s-a născut în Vilnius în familie nobilă. Familia ei se trage din Westfalia, dar a fost polonizată. O mare parte din familie s-a mutat în Livonia în secolul al XV-lea, iar mai târziu în Lituania.
Părinții ei,  Franciszek Ksawery Plater și Anna von der Mohl (Anna z Mohlów), au divorțat când ea avea 9 ani, în 1815. A fost crescută de rude îndepărtate, Michał Plater-Zyberk și Izabela Helena Syberg zu Wischling, în conacul lor din Līksna, în apropiere de Daugavpils. Primind o bună educație a ajuns să aprecieze eforturile lui Tadeusz Kościuszko și ale Prințului Józef Poniatowski. A fost crescută într-un mediu care punea în valoare istoria Poloniei, iar printre eroii ei din literatură se numără Wanda și Grażyna din poemul lui Adam Mickiewicz. De asemenea o admira pe Laskarina Bouboulina, o eroină a Războiului de Independență al Greciei, Anna Dorota Chrzanowska, eroina din Războiul Polonez-Otoman (1672–1676), precum și Ioana d'Arc.
În 1823, unul dintre verii ei a fost înrolat forțat în Armata Imperială Rusă ca pedeapsă pentru celebrarea Constituției de la 3 mai 1791; se crede că acest incident a fost unul dintre evenimentele majore din viața ei și i-a stimulat atitudinea pro-poloneză și anti-rusă. În 1829, a început un tur al istoriei  Uniuneii statale polono-lituaniană, vizitând Varșovia și Cracovia, și câmpul de luptă al Bătăliei de la Raszyn. Mama ei a murit un an mai târziu; tatăl ei recăsătorit a refuzat să-și vadă fiica. După izbucnirea Revoltei din Noiembrie împotriva Imperiului Rus, a fost una dintre zecile de femei care s-au alăturat Revoltei și cea mai faimoasă dintre ele.

### Revolta
Un document de pe 25 Martie conține declarația ei în care spune că s-a alăturat Revoltei din propie inițiativă și că a sperat toată viața că un astfel de moment se va ivi. Și-a tăiat părul, și-a pregătit o uniformă și a organizat și echipat un grup de voluntari, vorbind cu pasiune în fața unei mulțimi pe 29 martie. Unitatea ei era compusă din arpoximativ 280 de pedeștri, 60 de trupe de cavalerie și câteva sute de țărani cu coase de război.
În aprilie 1831 se spune că a ocupat orașul Zarasai, cu toate că istoricii nu știu cu certitudine dacă acest eveniment a avut loc. Pe 30 aprilie și-a unit forțele cu unitatea condusă de Karol Załuski. Pe 4 mai a luptat în bătălia de la Prastavoniai. Pe 5 mai, a fost martoră la pătrunderea Generalului Dezydery Chłapowski în zonă cu o forță mare, preluând comanda unităților luptând în fostul Mare Ducat.
După ce polonezii au fost înfrânți de către ruși la Šiauliai, Generalul Chłapowski a decis să treacă granița în Prusia. Plater l-a criticat pentru această decizie, a refuzat să urmeze ordinele și a continuat lupta. Totuși, la scurt timp de la separare, s-a îmbolnavit grav. Nu s-a vindecat și a murit într-un conac al familiei Abłamowicz în Justinavas pe 23 decembrie 1831. A fost înmormântată în satul Kapčiamiestis, lângă Lazdijai. După înăbușirea Revoltei, moșia i-a fost confiscată de către autoritățile ruse.